# چمپیون (ویسکانسین)
چمپیون (به انگلیسی: Champion) یک منطقهٔ مسکونی در ایالات متحده آمریکا است که در شهرستان براون، ویسکانسین واقع شده‌است. چمپیون ۲۳۵٫۰ متر بالاتر از سطح دریا واقع شده‌است.